# Campbell-Nunatak
Der Campbell-Nunatak ist ein 90 m hoher Nunatak an der Budd-Küste des ostantarktischen Wilkeslands. Er ragt an der südöstlichen Grenze der Windmill-Inseln 5 km ostnordöstlich der Alexander-Nunatakker am südöstlichen Ausläufer der Penney Bay auf.
Kartiert wurde der Nunatak anhand von Luftaufnahmen der US-amerikanischen Operation Highjump (1946–1947) und der Operation Windmill (1947–1948). Das Advisory Committee on Antarctic Names benannte ihn 1956 nach H. Campbell Jr., Mitglied der Fotografiereinheiten bei der Operation Windmill, die im Januar 1948 Fotos dieses Gebiets am Boden und aus der Luft angefertigt hatten.